# Nikolaj Morilov
Nikolaj Sergeevič Morilov (in russo Николай Сергеевич Морилов?; Perm', 11 agosto 1986) è un fondista russo.
È fratello di Natal'ja Korostelëva, a sua volta fondista di alto livello.

## Biografia
In Coppa del Mondo ha esordito il 4 dicembre 2004 nella sprint a tecnica libera di Berna (39°), ha ottenuto il primo podio il 21 dicembre 2008 nella sprint a squadre a tecnica libera di Düsseldorf (3°) e la prima vittoria il 6 dicembre 2009 nella medesima località e nella medesima disciplina.
In carriera ha preso parte a un'edizione dei Giochi olimpici invernali, Vancouver 2010 (26° nella sprint, 3° nella sprint a squadre in coppia con Aleksej Petuchov) e a tre dei Campionati mondiali, vincendo due medaglie.

## Palmarès

### Olimpiadi
- 1 medaglia:
  - 1 bronzo (sprint a squadre a Vancouver 2010)

### Mondiali
- 2 medaglie:
  - 1 argento (sprint a squadre a Sapporo 2007)
  - 1 bronzo (sprint a Liberec 2009)

### Mondiali juniores
- 3 medaglie:
  - 1 argento (staffetta a Kranj 2006)
  - 2 bronzi (10 km, staffetta a Stryn 2004)

### Coppa del Mondo
- Miglior piazzamento in classifica generale: 15º nel 2012
- 9 podi (4 individuali, 5 a squadre):
  - 5 vittorie (1 individuale, 4 a squadre)
  - 2 secondi posti (individuali)
  - 2 terzi posti (1 individuale, 1 a squadre)

#### Coppa del Mondo - vittorie
| Data            | Luogo      | Paese     | Disciplina                       |
| --------------- | ---------- | --------- | -------------------------------- |
| 6 dicembre 2009 | Düsseldorf | Germania  | TS TL (con Aleksej Petuchov)     |
| 22 gennaio 2010 | Rybinsk    | Russia    | SP TL                            |
| 24 gennaio 2010 | Rybinsk    | Russia    | TS TL (con Aleksej Petuchov)     |
| 15 gennaio 2012 | Milano     | Italia    | TS TL (con Aleksej Petuchov)     |
| 13 gennaio 2013 | Liberec    | Rep. Ceca | TS TL (con Michail Devjat'jarov) |

Legenda:

TC = tecnica classica

TL = tecnica libera

SP = sprint
TS = sprint a squadre

#### Coppa del Mondo - competizioni intermedie
- 3 podi di tappa:
  - 2 vittorie
  - 1 terzo posto

##### Coppa del Mondo - vittorie di tappa
| Data             | Località | Nazione   | Competizione | Disciplina |
| ---------------- | -------- | --------- | ------------ | ---------- |
| 30 dicembre 2007 | Praga    | Rep. Ceca | Tour de Ski  | Sprint TL  |
| 4 gennaio 2012   | Dobbiaco | Italia    | Tour de Ski  | Sprint TL  |

Legenda:

TC = tecnica classica

TL = tecnica libera